# Toccolus chibai
Toccolus chibai is een hooiwagen uit de familie Epedanidae.